# Ordre de bataille lors de la bataille de Caldiero (1805)
Ce qui suit est l'ordre de bataille des forces militaires en présence lors de la bataille de Caldiero, qui eut lieu le 8 brumaire an 14 pendant la Troisième Coalition, lors des Opérations en Italie du Nord.

## Armée française d'Italie

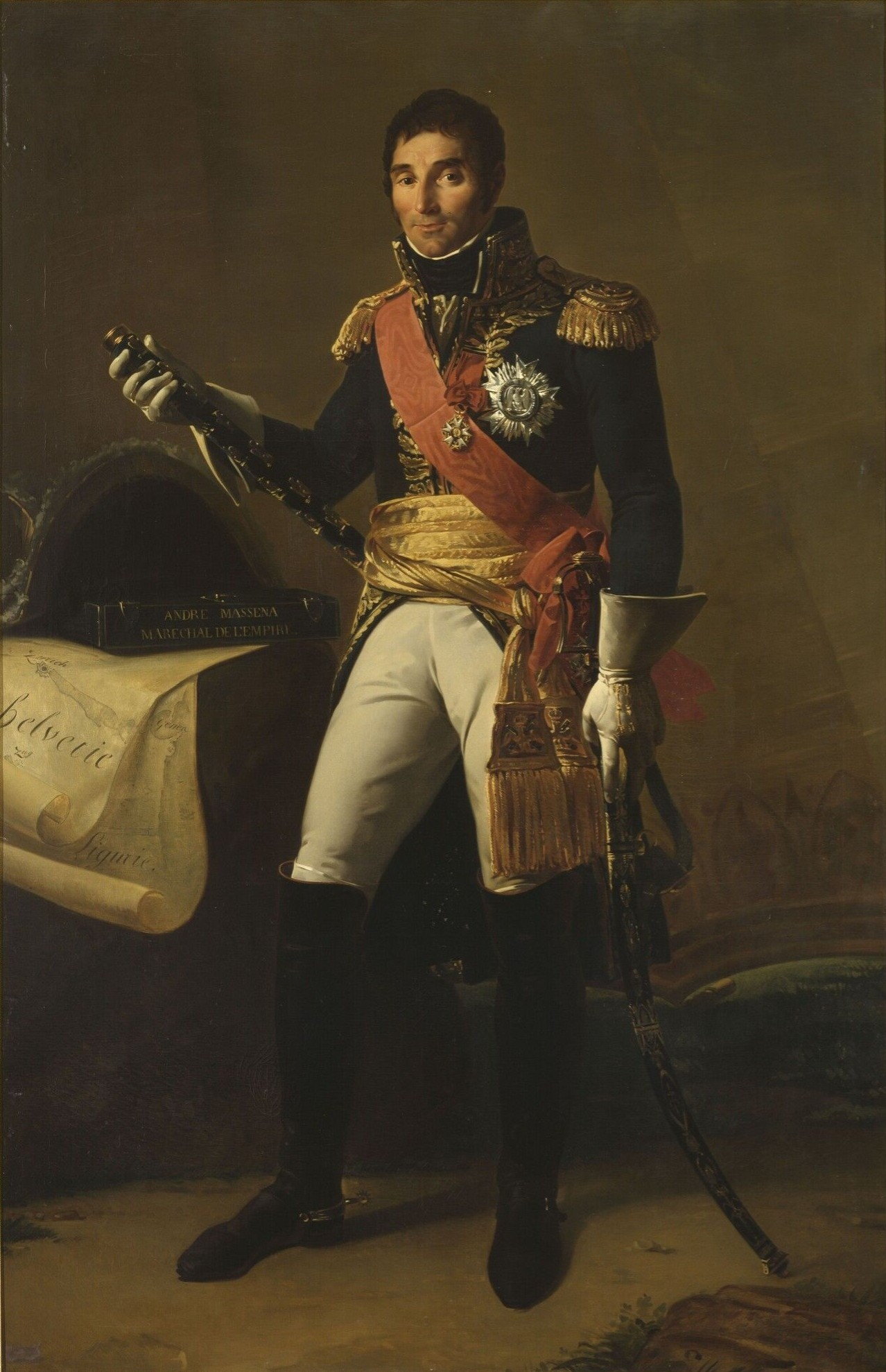
Le maréchal André Masséna, commandant en chef l'armée française d'Italie.

Commandant en chefMaréchal André Masséna
Général Henri François Marie Charpentier, chef d’état major

### 1redivision
Général Gaspard Amédée Gardanne
- - Détachement du 28e régiment de dragons [1 escadron - 80 h]
  - 15e compagnie du 2e régiment d'artillerie à pied [55 h] & 4e compagnie de la 6e batterie bis du train [64 h] - [8 canons de 6 livres + 2 canons de 3 livres + 2 obusiers de 5 livres]
  - 1re brigade : Général Louis Fursy Henri Compère
    - 22e régiment d'infanterie légère [3 bataillons - 1 680 h]
    - 52e régiment d'infanterie de ligne [3 bataillons - 1 540 h]
    - Bataillon d’élite [1 bataillon - 272 h]

  - 2e brigade : Général Louis François Lanchantin
    - 29e régiment d'infanterie de ligne [3 bataillons - 1 777 h]
    - 101e régiment d'infanterie de ligne [3 bataillons - 1712 h]
    - 23e régiment de chasseurs à cheval [4 escadrons - 474 h]

### 2edivision
Général Jean Antoine Verdier

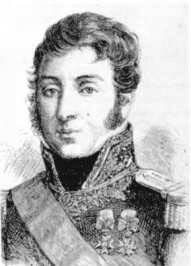
Le général de division Jean Antoine Verdier.

- - Bataillons de grenadiers combinés [2 bataillons - 981 h]
    - Détachement du 28e régiment de dragons [1 escadron - 75 h]

  - 17e Compagnie du 2e régiment d'artillerie à pied [59 h] & 3e Compagnie du 4e régiment d'artillerie à cheval [49 h] - [8 canons de 6 livres + 7 obusiers de 5 livres]
  - 1re brigade Antoine Digonet
    - 23e régiment d'infanterie légère [3 bataillons - 1 682 h]
    - 10e régiment d'infanterie de ligne [3 bataillons - 1 544 h]

  - 2e brigade : Jacques François Brun
    - 56e régiment d'infanterie de ligne [3 bataillons - 1 260 h]
    - 62e régiment d'infanterie de ligne [3 bataillons - 1 874 h]

  - 3e brigade : Adjudant Général François Léon Ormancey
    - 4e régiment de chasseurs à cheval [4 escadrons - 435 h]
    - 19e régiment de chasseurs à cheval [4 escadrons - 416 h]
    - Dragons à pied : détachement des 23e, 24e, 28e, 29e et 30e régiments de dragons [395 h]

### 3edivision
Général Gabriel Jean Joseph Molitor
- - Détachement du 28e régiment de dragons [79 h]
  - 5e compagnie du 4e régiment d’artillerie à cheval [51 h] & 8e compagnie du 2e régiment d'artillerie à pied [58 h] & 2e et 4e compagnie du 4e bataillon bis du train [109 h] - [5 canons - 6 livres]
  - 1re brigade : Launay
    - 23e régiment d'infanterie de ligne [4 bataillons - 2 307 h]
    - 79e régiment d'infanterie de ligne [4 bataillons - 1 534 h]

  - 2e brigade : colonel Teste
    - 5e régiment d'infanterie de ligne [3 bataillons - 2 037 h]

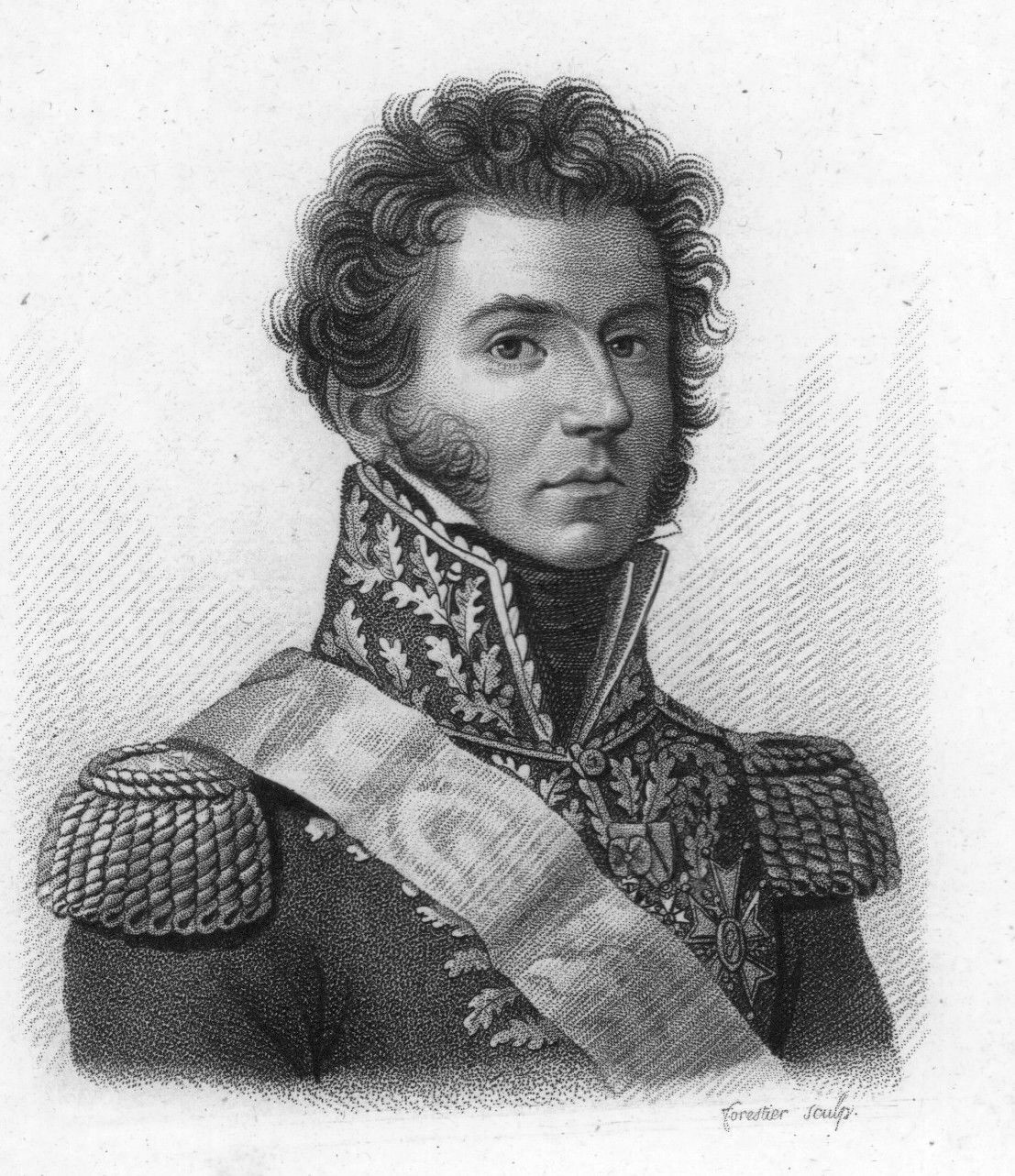
Le général de division Gabriel Jean Joseph Molitor.

  - 3e brigade : Guy Louis Henri de Valory
    - 60e régiment d'infanterie de ligne [3 bataillons - 2 438 h]
    - 29e régiment de dragons [? escadrons - 410 h]

### 4edivision
Général Philibert Guillaume Duhesme
- - Détachement du 28e régiment de dragons [1 escadron - 79 h]

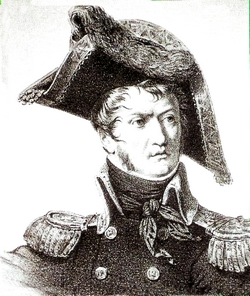
Le général de division Guillaume Philibert Duhesme.

  - 25e régiment de chasseurs à cheval [3 escadrons - 434 h]
  - 19e Compagnie du 2e régiment d’artillerie à pied [53 h] & 2e et 3e compagnie du 6e bataillon bis du train [86 h] - [5 canons - 6 livres]
  - 1re brigade : François Goulu
    - 1er régiment d'infanterie de ligne [3 bataillons - 1 766 h]
    - 102e régiment d'infanterie de ligne [3 bataillons - 1 802 h]

  - 2e brigade : Herbin
    - 20e régiment d'infanterie de ligne [4 bataillons - 2 516 h]
    - 14e régiment d'infanterie légère [3 bataillons - 1 795 h]
    - 1 bataillon de grenadiers [1 bataillon - 204 h]

### 5edivision
Général Jean-Mathieu Seras

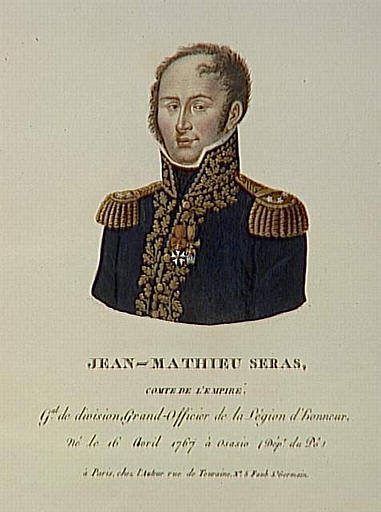
Le général de division Jean Mathieu Seras.

- - Artillerie à pied italienne [1 compagnie - 60 h] & Train d’artillerie italienne [64 h] - [2 canons - 6 livres + 2 canons - 3 livres + 7 obusiers - 5 livres]
  - 1re brigade : Jacques Laurent Gilly
    - Tirailleurs corses [5 compagnies - 484 h]
    - 8e régiment d'infanterie légère [3 bataillons - 1 073 h]
    - 53e régiment d'infanterie de ligne [3 bataillons - 1 875 h]

  - 2e brigade : Pierre-Joseph Guillet
    - 81e régiment d'infanterie de ligne [3 bataillons - 993 h]
    - 106e régiment d'infanterie de ligne [3 bataillons - 1 831 h]
    - Élite du Bataillon de Génie [300 h]
    - 2e compagnie et un détachement de la 3e compagnie

  - 3e brigade : Claude-François de Malet
    - Régiment des dragons de la Reine (italiens) [4 escadrons - 467 h]
    - 13e régiment d'infanterie de ligne [3 bataillons - 977 h]

  - 4e brigade : Jean Jacques Schilt
    - 9e régiment d'infanterie de ligne [3 bataillon - 550 h]

### Cavalerie

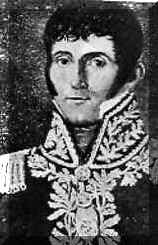
Le général de division Jean Louis Brigitte Espagne.

- Division de chasseurs à cheval : général Jean Louis Brigitte Espagne
  - 4e compagnie du 1er régiment d’artillerie à cheval [46 h] & 1re compagnie du 6e bataillon bis du train [59 h] - [4 canons de 6 livres + 7 obusiers de 5 livres]
  - 1re brigade : César Alexandre Debelle
    - 3e régiment de chasseurs à cheval [4 escadrons - 398 h]
    - 14e régiment de chasseurs à cheval [4 escadrons - 462 h]

  - 2e brigade : Antoine Maurin
    - 15e régiment de chasseurs à cheval [4 escadrons - 523 h]
    - 24e régiment de chasseurs à cheval [4 escadrons - 435 h]

- Division de cuirassiers : général Charles Joseph Randon de Pully
  - 1re Brigade : Maurice Ignace Fresia
    - 4e régiment de cuirassiers [4 escadrons - 386 h]
    - 6e régiment de cuirassiers [4 escadrons - 359 h]

  - 2e Brigade : Chef de Brigade Archange Louis Rioult-Davenay
    - 7e régiment de dragons [4 escadrons - environ 300 h] ???
    - 23e régiment de dragons [4 escadrons - 286 h]

### Réserve

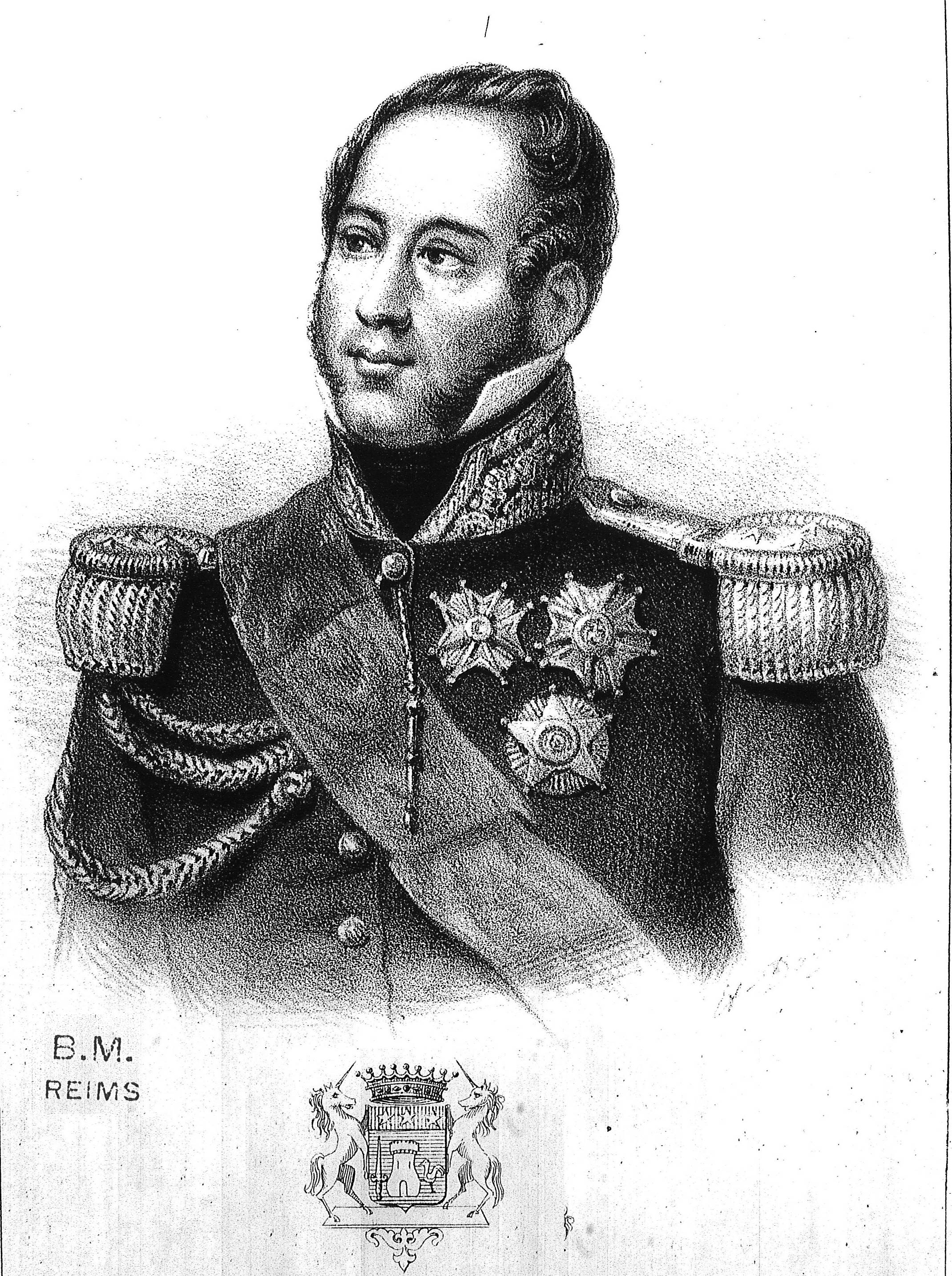
Le général de division Louis Partouneaux.

- - Artillerie de réserve du Général de division Louis Partouneaux
    - 4e Compagnie du 4e régiment d’artillerie à cheval |64 h] & 1re Compagnie du 4e bataillon bis du train [68 h] - [4 canons de 6 livres + 2 obusiers de 5 livres]

  - Infanterie de réserve du Général de brigade Jean-Baptiste Solignac
    - 1er Bataillon de grenadiers combinés [1 bataillon - 501 h]
    - 2e Bataillon de grenadiers combinés [1 bataillon - 496 h]
    - 3e Bataillon de grenadiers combinés [1 bataillon - 498 h]
    - 4e Bataillon de grenadiers combinés [1 bataillon - 498 h]

  - Infanterie de réserve du Général de brigade François Valentin
    - 5e Bataillon de grenadiers combinés [1 bataillon - 495 h]
    - 6e Bataillon de grenadiers combinés [1 bataillon - 415 h]
    - 7e Bataillon de grenadiers combinés [1 bataillon - 416 h]
    - 8e Bataillon de grenadiers combinés [1 bataillon - 498 h]

  - Artillerie de réserve du Général de Division Julien Auguste Joseph Mermet
    - 3e Compagnie du 1er régiment d’artillerie à cheval [51 h] & 3e et 5e compagnies du 6e Bataillon bis du train [65 h] - [4 canons de 6 livres - 7 obusiers de 5 livres]

  - Cavalerie de réserve du général de Brigade Nicolas Bernard Guiot de Lacour
    - 24e régiment de dragons [4 escadrons - 319 h]
    - 30e régiment de dragons [3 escadrons - 193 h]

  - Cavalerie de réserve du Chef de Brigade François Joseph d'Offenstein
    - 7e régiment de cuirassiers [4 escadrons - 416 h]
    - 8e régiment de cuirassiers [4 escadrons - 459 h]

  - Parc d’artillerie
    - 6 compagnies d’artillerie à pied [? canons - ? livres]
    - 3 compagnies d’artillerie à cheval [? canons - ? livres]

## Forces autrichiennes
Commandant en ChefArchiduc Charles
Chef d’état majorFML Franz Xaver von Zach
Chef d’artillerieFML de Vaux
- Avant-garde : FML Joseph Philipp Vukasović (replacé par GM Johann Maria Philipp Frimont von Palota)
  - GM Sommariva
    - Régiment Grenz no 1 Licca [3 bataillons - ? h]
    - Régiment Grenz no 2 Ottocac [3 bataillons + 1 compagnie - ? h]
    - Régiment Grenz no 11 (2e Banal) [3 bataillons - ? h]
    - Régiment de hussards no 3 Erzherzog Ferdinand [4 escadrons - ? h]

  - GM Hillinger
    - Infanterie Regiment 37 Auffenburg [3 bataillons - ? h]
    - Infanterie Regiment 34 Davidovich [4 bataillons - ? h]

- Centre: GdK Heinrich von Bellegarde
  - FML Simbchen
    - Infanterie Regiment 22 Coburg [4 bataillons - ? h]
    - Infanterie Regiment 26 Hohenlohe [4 bataillons - ? h]

  - GM Kottulinsky
    - Infanterie Regiment 29 Lindenau [4 bataillons - ? h]
    - Infanterie Regiment 7 Schroeder [4 bataillons - ? h]

  - FML O'Reilly
    - Régiment de chevau-légers no 1 Kaiser (de) [? escadrons - ? h]
    - 8e Régiment de hussards Kienmayer [? escadrons - ? h]

  - Oberst Siegenfeld
    - Régiment Grenz no 5 (Warasdin-Kreuz) [3 bataillons - ? h]
    - Régiment Grenz no 8 (Gradiska) [1 bataillon - ? h]

- Aile droite : FML Rosenberg
  - GM Joseph Radetzky
    - Régiment Grenz no 4 (Szluin) [3 bataillons - ? h]
    - Régiment de hussards no 5 Ott [? escadrons - ? h]

  - GM Gavasini
    - Infanterie Regiment 16 archiduc Rodolphe [4 bataillons - ? h]
    - Infanterie Regiment 45 Latterman [3 bataillons - ? h]

  - GM Knesvich
    - Régiment de hussards no 2 Erz Josef [6 escadrons - ? h]
    - Infanterie Regiment 63 Erz Josef [4 bataillons - ? h]

  - GM Lowenberg
    - Régiment Grenz no 10 (1er Banal) [3 bataillons - ? h]
    - Régiment de hussards no 2 Erz Josef [2 escadrons - ? h]

- Aile gauche: FML Davidovitch
  - FML Nordmann
    - Régiment Grenz no 8 (Gradiska) [2 bataillons - ? h]
    - Infanterie Regiment 10 Ansbach [1 bataillon - ? h]
    - Régiment de hussards no 9 Erdody [? escadrons - ? h]

  - GM Kalnassy
    - Infanterie Regiment 48 Vukassovich [4 bataillons - ? h]
    - Infanterie Regiment 52 Franz Karl [4 bataillons - ? h]

  - GM Walther
    - Régiment de ulans Erz Karl [8 escadrons - ? h]
    - Régiment de dragons Savoyen [8 escadrons - ? h]

  - FML Prince Reuss-Plauen
    - Infanterie Regiment 2 Erz Ferdinand [4 bataillons - ? h]
    - Infanterie Regiment 53 Jellacic [4 bataillons - ? h]

- Reserve: FML Argenteau
  - FML Lindenau
    - Bataillons de grenadiers [? bataillons - ? h]

  - GM Lippa
    - Infanterie Regiment 22 Coburg [1 bataillon - ? h]
    - Infanterie Regiment 26 Hohenlohe [1 bataillon - ? h]
    - Infanterie Regiment 27 Strassoldo [1 bataillon - ? h]
    - Infanterie Regiment 29 Lindenau [1 bataillon - ? h]

  - GM Mihailovich
    - Infanterie Regiment 32 Esterhazy [4 bataillons - ? h]
    - Infanterie Regiment 51 Splenyi [4 bataillons - ? h]

  - GM Hohenlohe
    - Infanterie Regiment 2 Erz Ferdinand [1 bataillon - ? h]
    - Infanterie Regiment 33 Sztaray [1 bataillon - ? h]
    - Infanterie Regiment 34 Davidovich [1 bataillon - ? h]
    - Infanterie Regiment 37 Auffenburg [1 bataillon - ? h]
    - Infanterie Regiment 53 Jellacic [1 bataillon - ? h]

  - FML Vogelsang
    - Infanterie Regiment 48 Vukassovich [1 bataillon - ? h]
    - Infanterie Regiment 51 Splenyi [1 bataillon - ? h]
    - Infanterie Regiment 52 Erz. Franz Karl [1 bataillon - ? h]
    - Infanterie Regiment 61 St. Julien [1 bataillon - ? h]

  - GM Koller
    - Infanterie Regiment 7 Schroeder [1 bataillon - ? h]
    - Infanterie Regiment 13 Reisky [1 bataillon - ? h]
    - Infanterie Regiment 16 Erz Rudolph [1 bataillon - ? h]
    - Infanterie Regiment 44 Bellegarde [1 bataillon - ? h]
    - Infanterie Regiment 45 Latterman [1 bataillon - ? h]
    - Infanterie Regiment 56 W. Colloredo [1 bataillon - ? h]
    - Infanterie Regiment 63 Erzherzog Josef [1 bataillon - ? h]

  - FML Prince Lothringen
    - Régiment de dragons no 4 Levenehr [? escadrons - ? h]
    - Régiment de hussards no 10 Stipicz [? escadrons - ? h]

- - Réserve d’artillerie
    - Face à Vérone : Artillerie à pied [2 canons - 3 livres + 2 canons - 6 livres + 2 obusiers]
    - Aile droite : Artillerie à cheval [3 batteries : 4 canons - 6 livres + 2 obusiers]
    - À Caldiero : Artillerie à pied [14 canons - 6 livres + 4 canons - 12 livres + 2 obusiers]
    - Centre :
      - Artillerie à pied [2 canons - 12 livres + 8 canons - 6 livres + 2 obusiers]
      - Artillerie à cheval [4 canons - 6 livres + 2 obusiers]

    - Aile gauche à Bevilaqua
      - Artillerie à pied [12 canons - 6 livres + 2 obusiers]
      - Régiment de hussards no 10 Ott [? escadrons - ? h][réf. nécessaire]
      - Artillerie à cheval [4 canons - 6 livres + 2 obusiers]